# Пашняк
Пашняк — река в России, протекает в Верхнекамском и Нагорском районах Кировской области и в Койгородском районе Республики Коми. Устье реки находится в 155 км по левому берегу реки Кобра. Длина реки составляет 47 км, площадь водосборного бассейна 452 км².
Исток реки на холмах Северных Увалов в 8 км к юго-востоку от посёлка Боровой. Исток лежит на водоразделе Волги и Северной Двины, рядом с истоком Пашняка находится исток Сысолы. Верхнее течение реки лежит в Верхнекамском, затем река перетекает в Нагорский район. Ниже река на короткое время затекает на территорию Республики Коми, которая вдаётся здесь клином в Кировскую область. Нижнее течение вновь лежит в Нагорскои районе. Генеральное направление течения — запад, русло сильно извилистое. Всё течение проходит по ненаселённому лесному массиву.
Впадает в Кобру в 6 км к северо-западу от посёлка Красная Речка (Кобринское сельское поселение). Ширина реки перед устьем - 30 метров.

## Притоки (км от устья)
- 8,6 км: река Северный Пашняк (пр)
- 22 км: река Малый Пашняк (пр)
- 25 км: река Восточный Пашняк (пр)
- 29 км: река Южный Пашняк (лв)

## Данные водного реестра
По данным государственного водного реестра России относится к Камскому бассейновому округу, водохозяйственный участок реки — Вятка от истока до города Киров, без реки Чепца, речной подбассейн реки — Вятка. Речной бассейн реки — Кама.
По данным геоинформационной системы водохозяйственного районирования территории РФ, подготовленной Федеральным агентством водных ресурсов:
- Код водного объекта в государственном водном реестре — 10010300212111100030818
- Код по гидрологической изученности (ГИ) — 111103081
- Код бассейна — 10.01.03.002
- Номер тома по ГИ — 11
- Выпуск по ГИ — 1